# Софија Шол
Софија (Софи) Магдалена Шол (Форхтенберг, 9. мај 1921 — Минхен, 22. фебруар 1943) је била члан тајног удружења Бела ружа које се ненасилним средствима борило против национал-социјалистичког режима у Немачкој у време Другог светског рата. Она и њен брат Ханс су оптужени и осуђени за издају, када су ухваћени како разбацују антиратне летке на Универзитету у Минхену. Владајући режим их је, заједно са неколико сарадника, осудио на смрт гиљотинирањем.
По занимању је била васпитачица у обданишту. На Универзитету у Минхену студирала је биологију и филозофију. Њен брат је окупио око себе групу пријатеља која се првобитно интересовала за уметност, филозофију и теологију, као и за заједничке излете. Временом, почели су да разматрају како би требало да се понаша појединац у околностима диктатуре. Ова група, под именом „Бела ружа“, је лета 1942. израдила 6 политичких летака који су саветовали немачком народу да се пасивно супротставља нацистима. Неки чланови групе су били сведоци злочина немачке војске на Источном фронту. Софија није учествовала у писању ових летака, али је била кључна особа задужена за њихово растурање. Ханс и Софи су ухапшени приликом једне овакве акције 18. фебруара 1943. Суђено им је 21. фебруара, а пресуда је изречена наредног дана када су и погубљени.
На суђењу, Софија је изјавила:
Неко је, најзад, морао да почне. Оно што смо написали и говорили, у то су веровали и многи други. Они само нису смели да се изразе као ми.
Од 1970-их, брат и сестра Шол добијају у Немачкој велике јавне почасти као редак пример храбрих Немаца који су се активно супротставили нацизму.
Софији Шол је посвећен немачки филм из 2005. „Софи Шол - последњи дани“ (Sophie Scholl – Die letzten Tage).